# Ганье, Сэм
Сэм Уильям Ганье (англ. Sam William Gagner; 10 августа 1989, Лондон, Онтарио, Канада) — канадский хоккеист, нападающий. Выступал в НХЛ за клубы «Эдмонтон Ойлерз», «Аризона Койотис», «Коламбус Блю Джекетс», «Ванкувер Кэнакс», «Детройт Ред Уингз», «Виннипег Джетс».

## Игровая карьера
Сэм Ганье был выбран в 1-м раунде драфта НХЛ 2007 года под 6-м номером командой «Эдмонтон Ойлерз». 1 октября 2007 года он подписал контракт на 3 года с «Эдмонтон Ойлерз». Дебютировал в НХЛ 4 октября и успел отметиться голевой передачей. 20 октября Ганье забил свой первый в карьере НХЛ гол в ворота Микки Кипрусоффа из «Калгари». В первом сезоне Ганье набрал 49 очков в 79 играх.
19 марта 2009 года он записал свой первый в карьере НХЛ хет-трик и отдал голевую передачу, набрав 4 очка в матче против «Колорадо Эвеланш».
2 февраля 2012 года 22-летний Ганье забил четыре шайбы и отдал четыре результативные передачи в игре против «Чикаго Блэкхокс» (8:4), повторив клубный рекорд в восемь баллов, ранее установленные Уэйном Гретцки и Полом Коффи. Он стал тринадцатым игроком в НХЛ, кто сумел набрать 8 и более очков в одной игре. При этом последним, кто добивался такого результата был Марио Лемьё, и произошло это 23 года назад. Так же, как и Лемьё, Ганье поучаствовал во всех голах своей команды в матче. Ганье остаётся единственным хоккеистом НХЛ в XXI веке, кто набирал более 7 очков за матч.
Два дня спустя Ганье забил два гола и добавил голевую передачу в первом периоде против клуба «Детройт Ред Уингз», установив новый рекорд «Ойлерз» с 11 очками набранными подряд. Ранее рекорд принадлежал Гретцки, который набрал 10 очков подряд два раза. Ганье закончил сезон с 47 очками в 75 играх.
Во время локаута в НХЛ 2012/13 Ганье подписал контракт с клубом «Клагенфурт» из Австрии.
29 июня 2014 года «Эдмонтон» обменял Ганье на Тедди Пёрселла в «Тампу», которая сразу же обменяла Ганье и нападающего Би-Джея Кромбина в клуб «Аризона Койотис» на выбор в шестом раунде драфта 2015 года.
Летом 2016 года подписал однолетний контракт на $ 650 тыс. с «Коламбус Блю Джекетс». Сезон, проведенный у «голубых жакетов», стал лучшим в карьере Сэма. В регулярном сезоне он набрал 50 очков, забив 18 голов, а «Коламбус» вышел в плей-офф, заняв 3 место в Восточной конференции.
После удачного сезона вышел на рынок свободных агентов и подписал 3-летний контракт на сумму $ 9,45 млн с «Ванкувер Кэнакс».
16 февраля 2019 года «Кэнакс» обменяли Ганье в «Эдмонтон Ойлерз». За два сезона сыграл за «Эдмонтон» 61 матч и набрал 22 очка (10+12).
24 февраля 2020 года «Ойлерз» обменяли Ганье в «Детройт Ред Уингз». 26 сентября 2020 года «Детройт» продлил контракт с Ганье на один год на сумму 850 тыс. долларов. 28 июля 2021 года Ганье продлил контракт с «Ред Уингз» ещё на год. В сезоне 2021/22 сыграл за «Детройт» 81 матч и набрал 31 очко (13+18). 6 апреля 2022 года в матче против «Виннипег Джетс» Ганье забросил две шайбы и набрал своё 500-е очко в НХЛ.
2 сентября 2022 года в качестве свободного агента подписал однолетний минимальный контракт с «Виннипег Джетс» на 750 тыс. долларов. 14 октября 2022 года сыграл свой первый матч за «Джетс», в котором забросил шайбу в ворота «Рейнджерс». В первых шести матчах за «Джетс» забросил три шайбы.
29 декабря 2022 года сыграл свой 1000-й матч в регулярных сезонах НХЛ. В сезоне 2022/23 сыграл за «Джетс» 48 матчей и набрал 14 очков (8+6).
23 октября 2023 года подписал однолетний контракт с командой АХЛ «Бейкерсфилд Кондорс», которая является фарм-клубом «Эдмонтон Ойлерз». Спустя 8 дней, 31 октября 2023 года, подписал однолетний двусторонний контракт с «Эдмонтон Ойлерз». 2 ноября в первой игре за «Ойлерз» после возвращения забросил две шайбы в ворота «Далласа», но «Эдмонтон» уступил 3:4.

### Достижения
- Победитель молодёжного чемпионата мира 2007
- Серебряный призёр чемпионата мира 2008 в составе сборной Канады
- MVP суперсерии-2007
- Наибольшее количество очков в одной игре — 8 (4+4) в составе «Эдмонтон Ойлерз» (совместно с Уэйном Грецки и Полом Коффи)
- Наибольшее количество очков в одном периоде — 5 с «Эдмонтон Ойлерз». (совместно с Яри Курри)
- 11 набранных очков за два матча подряд за «Эдмонтон».
- Обладатель Кубка Шпенглера 2012 с командой Канады.
- Чемпион Австрийской хоккейной лиги — 2013

## Статистика
| Легенда | Легенда                    | Легенда | Легенда                   | Легенда | Легенда    |
| ------- | -------------------------- | ------- | ------------------------- | ------- | ---------- |
| И       | Количество проведённых игр | Штр     | Штрафное время            | +/−     | Плюс-минус |
| Г       | Голы                       | П       | Голевые передачи          | О       | Очки       |
| -       | Статистика неизвестна      | —       | Статистика не учитывалась |         |            |